# 페이고
페이고(Pay-as-you-go tax, Pay-as-you-earn tax, PAYE, PAYG)는 직원에게 지급되는 수입에 대한 원천징수세이다. 원천징수된 금액은 발생한 소득세의 선지급으로 처리된다. 세금 신고서에 명시된 세금을 초과하는 경우 환급된다. PAYE는 보험료 또는 유사한 사회 복지 세금에 대한 직원 부담분 원천징수를 포함할 수 있다. 대부분의 국가에서 이는 고용주가 결정하지만 정부 검토 대상이다. PAYE는 고용주가 매 급여에서 공제하며 지체 없이 정부에 납부해야 한다. 대부분의 국가에서는 소득세 원천징수를 페이고를 포함한 다른 용어로 언급한다.

## 영국

### 기원
폴 챔버스 경이 고안한 PAYE는 1940-1941년 시범 실시 후 1944년 영국에 도입되었다. 영국의 많은 기관 arrangements와 마찬가지로, 국가가 PAYE를 통해 소득세를 징수하는 방식은 고안된 시대의 특수성에서 많은 형태와 구조를 가져왔다. 제2차 세계 대전이 국가에 부과한 재정적 부담은 재무부가 훨씬 더 많은 사람들에게서 더 많은 세금을 징수해야 함을 의미했다. 이는 이전에 세금 제도와 접촉한 적이 없는 정부와 많은 근로자 및 고용주에게 상당한 어려움을 야기했다.

### 성격
PAYE는 임금과 급여뿐만 아니라 병가수당, 출산휴가 수당, 이사회 수당 및 연금(그러나 과세 대상인 국가 연금은 제외)에도 적용된다. 각 개인은 수당을 반영하는 세금 코드를 가지고 있다. 기타 과세 소득(국가 연금 포함)과 함께. 이는 PAYE 시스템이 일반적으로 납세자의 모든 과세 소득에 대해 정확한 세금이 납부되므로 세금 신고가 불필요함을 의미한다. 그러나 납세자의 상황이 복잡한 경우, 납부하거나 환급할 세액을 결정하기 위해 세금 신고가 필요할 수 있다.

### 신고
고용주는 매달 소득세를 다른 고용세와 함께 HMRC에 보내야 할 책임이 있다. 개별 직원에게 지급되는 각 지급액에서 공제된 금액은 지급이 이루어지는 날 또는 그 이전에 전자 제출을 사용하여 신고해야 한다.

## 아일랜드
아일랜드의 PAYE에는 고용주가 직원에게 지급되는 금액에서 소득세와 PRSI(Pay Related Social Insurance)를 공제하는 것이 포함된다. 이 금액은 아일랜드 국세청(Revenue)이 제공하는 세금 공제 및 표준 세율 증명서(Certificate)를 기반으로 고용주가 결정한다.
PAYE는 보너스, 초과 근무 수당 및 회사 차량 사용과 같은 "현물 혜택"으로 알려진 비현금 지급액을 포함하여 고용으로 발생하는 모든 종류의 소득에 적용된다.

### 양식 및 신고
직원은 Reveneu에 양식 12A를 제출하여 증명서를 신청해야 한다. 증명서는 직원의 개인 상황에 따라 각 과세 연도 초에 발급된다. 각 과세 연도 말에 고용주는 직원에게 해당 연도에 공제된 임금, 세금 및 PRSI 증명서인 양식 P60을 제공해야 한다.
양식 P45는 고용주가 고용 종료 시 직원에게 제공하는 증명서이다. 이 양식은 과세 연도 시작부터 종료일까지 직원의 임금, 세금 및 PRSI 기여를 증명하며, 공제가 Revenue가 제공한 지침에 따라 이루어졌음을 증명한다.
PAYE가 해당 연도에 납부해야 할 세금과 같지 않은 경우, 직원은 연간 세금 신고서인 양식 12를 제출해야 한다.

## 뉴질랜드
뉴질랜드에서는 고용주가 직원의 급여나 임금에서 PAYE를 공제하여 직원 대신 내국세청 (IRD)에 납부한다. 여기에는 소득세와 ACC 근로자 부담금이 포함된다. PAYE는 직원이 제공한 세금 코드와 IRD가 제공한 표를 기반으로 고용주가 계산한다. 직원은 PAYE 계산기를 사용하여 예상 세금 및 세금 코드를 계산할 수 있다.

### 양식 및 신고
직원은 고용주에게 작성된 IR330 세금 코드 선언 양식을 제공하여 고용주에게 IRD 번호(IRD 식별 번호)와 적절한 세금 코드를 알려 세금을 공제하도록 해야 하며, 필요한 경우 학자금 대출 상환액도 공제해야 한다. 고용주가 올바르게 작성된 IR330을 받지 못한 경우, 고용주는 "무신고율"인 45%로 세금을 공제할 수 있다.
고용주는 IR340 (매주/2주) 또는 IR341 (4주/매월) PAYE 공제표를 사용하여 직원의 임금에서 공제할 적절한 금액을 결정한다. 매월 고용주는 IRD에 완전한 고용주 월별 일정표를 제출하여 각 직원의 소득 및 공제액을 명시해야 한다. 원천징수된 세금은 완료된 IR345 고용주 공제 양식과 함께 (또는 전자 결제의 경우 별도로 발송) 월별 또는 반월별로 IRD에 납부해야 한다.

## 오스트레일리아
호주세무청 (ATO)은 PAYG (pay-as-you-go tax) 원천징수 시스템을 운영한다. 1999년에 도입된 이 시스템은 이전의 11개 지급 및 신고 시스템을 통합했으며, 그 중 하나는 직원 소득에 대한 "PAYE" 시스템이었고, 여기서 "PAYG"라는 이름이 구별된다. 고용주는 직원 신고를 기반으로 ATO 표에 따라 원천징수할 소득세액을 계산해야 한다. 이러한 배열은 고용뿐만 아니라 규정된 지급 시스템 및 신고 가능한 지급 시스템 하의 지급도 포함한다. PAYG 시스템은 고용주 및 연금 기금과 같은 기타 지급자에 의해 정기적으로 지급되는 것을 포함한다. 이는 소득세, HELP 상환액, 메디케어 및 기타 지급액을 분할로 징수하는 데 사용된다. PAYG 원천징수액은 호주세무청 (ATO) PAYG 일정에 따라 결정된다. 불일치 및 공제액은 연간 소득세 신고서에 신고되며, 연간 평가 후 환급의 일부가 되거나 평가 후 납부해야 할 세금 부채를 줄인다.
직원의 주요 직업에 대한 원천징수세율은 호주에 비과세 구간이 존재하기 때문에 더 낮다. 모든 다른 작업은 비과세 구간을 제외한 세율을 기반으로 세금이 원천징수된다.

### PAYG 요약
회계 연도 동안 PAYG 유형 지급을 받는 각 직원은 회계 연도 말에 고용주로부터 PAYG 지급 요약을 받는다. 이는 일반적으로 그룹 증명서로 알려져 있다. PAYG 지급 요약에는 다음이 포함된다.
- 세금 파일 번호(TFN)를 포함한 직원의 상세 정보
- 해당 지급자로부터 직원이 벌어들인 총소득
- 지급자가 원천징수한 총 PAYG 금액
- 지급자의 호주 사업 번호 또는 원천징수 지급자 번호(WPN).

PAYG 지급 요약의 정보는 직원이 소득세 신고서를 작성하는 데 필요하다.
지급자는 PAYG 지급 요약의 사본과 연간 PAYG 요약을 ATO에 보내야 한다. 이는 표준 사업 신고 가능 소프트웨어를 사용하여 전자적으로 ATO에 보낼 수 있으며 우편으로 하드 카피로 보낼 수도 있다. PAYG 요약에 신고된 지급된 임금 총액과 원천징수된 총액은 해당 연도의 사업 활동 명세서 (BASs)에 지급자가 ATO에 신고한 총액과 일치해야 한다. ATO는 PAYG 지급 요약의 정보를 사용하여 직원의 TFN을 사용하여 직원과 일치시킨다.

## 바베이도스
PAYE 세금 제도는 1957년 바베이도스에 도입되었으며, 이를 통해 직원은 임금/급여에서 금액을 공제하여 고용주를 대신하여 소득세를 납부할 수 있게 되었다. 주당 481달러 또는 월 2,083달러 이상을 버는 직원을 고용한 모든 고용주는 12개월 또는 52주 할부로 바베이도스 세무청 (BRA)에 고용주로 등록해야 한다.

### 양식 및 신고
PAYE는 BRA 웹사이트에서 제공되는 PAYE 세금 계산기 양식을 통해 계산할 수 있다. 고용주는 직원의 13자리 세금 식별 번호(TIN)를 받아 제공된 A47: 001 직원 선언 양식을 통해 등록해야 하며 A47.004 PAYE 세금 공제 송금 양식과 함께 공제된 달의 다음 달 15일 이전에 직원 세금을 세무 국장에게 납부해야 한다. 또한 고용주가 직원의 소득세를 올바르게 계산하고 납부하는 방법에 대한 지침을 제공하는 세금표 안내서가 제공된다.

## 유사한 시스템
몇몇 다른 국가에서는 원천징수세 또는 소득세 공제라고 불리는 PAYE와 유사한 시스템을 운영한다. 아래 나열된 기사를 참조한다.

### 캐나다
캐나다는 고용주가 보상금을 지급할 때 원천징수를 요구한다. 연방 및 주 소득세, 캐나다 연금 계획 기여금, 고용 보험에 대한 공제가 필요하다.

### 프랑스
처음에는 2018년에 시작될 예정이었으나 프랑스는 2019년 1월에 국가 소득세 (impôt sur le revenu) 징수를 위해 pay-as-you-earn 제도를 도입했다. 개인의 세율을 설정하기 위해 세대 (법률)의 총소득 및 구성을 고려하는 프랑스 세제의 누진세를 수용하는 동시에 고용주에게 직원의 프라이버시를 보호하기 위해, 행정부는 회사에게 직원의 급여에서 원천징수할 개별 세율과 사회 보장 기여금과 같은 기타 급여세 원천징수만 전송한다.

### 모로코
고용주는 직원에게 지급된 급여에 대해 소득세를 원천징수해야 한다. 세금은 원천징수한 달의 다음 달에 정부에 납부해야 한다.

### 독일
독일에서 고용주는 직원을 위해 소득세의 선지급인 급여세(Lohnsteuer)를 납부해야 한다. 고용주가 급여세에 대한 책임이 있지만 직원이 납부해야 한다. 대부분의 경우 급여세가 총소득세를 충당할 수 있으므로 세금 신고가 의무적이지 않다. 실업 수당, 단시간 근로 수당 또는 사업이나 임대 대상과 같은 다른 소득원은 독일에서 세금 신고를 요구한다.

### 미국
미국에서는 소득세, 사회 보장세, 메디케어 세금의 원천징수가 필요하다. 이 계획은 1942년 비어즐리 럼플, 버나드 바루크, 밀턴 프리드먼에 의해 개발되었다. 정부는 1942년 3월 15일까지 1941년 과세 연도에 발생한 세금을 면제하고 급여에서 원천징수를 시작했다. 소득세 원천징수는 연방 및 주 소득세에 적용된다. 또한 특정 주는 원천징수해야 하는 다른 세금을 부과한다.
미국에서 "pay-as-you-earn" 및 PAYE는 일반적으로 세금이 아닌 대출의 소득 기반 상환을 의미한다. 그러나 2022년 3월 29일에 발표된 IRS 기사는 정책을 pay-as-you-go로 업데이트하고 검토하며, 그렇지 않으면 세금 공제 후 1,000달러 이상을 납부해야 하는 경우 예상 세금을 납부하지 않으면 벌금이 부과될 수 있다.틀:설명